# La Resurrección (Puebla)
La Resurrección es una localidad del estado mexicano de Puebla. Es una de las juntas auxiliares del municipio de Puebla.

## Toponimia
El nombre «La Resurrección» hace referencia a la fiesta patronal de la localidad, dedicada al Domingo de Resurrección.

## Demografía
| Gráfica de evolución demográfica |
|                                  |

| Censo | Población |
| ----- | --------- |
| 1900  | 1 717     |
| 1910  | 1 795     |
| 1921  | 1 740     |
| 1930  | 2 013     |
| 1940  | 2 246     |
| 1950  | 2 343     |
| 1960  | 2 647     |
| 1970  | 3 802     |
| 1980  | 5 903     |
| 1990  | 6 123     |
| 1995  | 6 991     |
| 2000  | 7 749     |
| 2005  | 8 529     |
| 2010  | 9 065     |
| 2020  | 10 536    |